# 465513 Chenchen
465513 Chenchen este o planetă minoră (asteroid) din centura de asteroizi. A fost descoperită pe 22 octombrie 2008 la Lulin Observatory⁠(d) de  și a fost numită după Chen Chen⁠(d). 
Obiectul prezintă o orbită caracterizată de o semiaxă mare de 2,7223410613395 UAi, o excentricitate de 0,3410735034798, o înclinație de 5,2356009524255 ° în raport cu ecliptica.